# Snoop Dogg Presents Algorithm
Snoop Dogg Presents Algorithm (ou simplesmente Algorithm) é o uma Coletânea musical do rapper estadunidense Snoop Dogg, que originalmente seria o décimo nono álbum de estúdio do rapper, porem foi lançado como coletânea. Foi lançado em 19 de novembro de 2021 pelas editoras discográficas Def Jam Recordings e Doggystyle Records. O álbum conta com as participações de Method Man & Redman, Eric Bellinger, Usher, Blxst, Fabolous e Dave East.

## Antecedentes
Após sua nomeação como consultor criativo executivo na Def Jam Recordings em junho, Snoop Dogg anunciou oficialmente o álbum em 26 de outubro de 2021. Ele posteriormente lançou os singles "Big Subwoofer" em 20 de outubro e "Murder Music" em 5 de novembro. Ele apareceu no The Tonight Show Starring Jimmy Fallon em 27 de setembro para provocar o álbum, e ele também apareceu no podcast The Joe Rogan Experience em 12 de novembro em promoção do álbum.

## Recepção da crítica
Algorithm recebeu críticas positivas dos críticos. No Metacritic, que atribui uma classificação normalizada de 100 a críticas de críticos, o álbum recebeu uma pontuação média de 70, o que indica "críticas geralmente favoráveis", com base em nove comentários.

## Desempenho comercial
Algorithm estreou no número 166 na Billboard 200, tornando-se sua 26ª entrada na Billboard 200. O álbum estreou no número 8 na Compilation Albums, marcando o primeiro álbum de Snoop Dogg na parada.

## Faixas
| The Algorithm  |                                                                            |         |  |
| N.º            | Título                                                                     | Duração |  |
| 1.             | "Intro" (Snoop Dogg)                                                       | 0:14    |  |
| 2.             | "Alright" (Method Man and Redman com participação de Nefertitti Avani)     | 3:35    |  |
| 3.             | "No Bammer Weed" (Snoop Dogg)                                              | 3:05    |  |
| 4.             | "New Oldie" (Eric Bellinger e Usher com participação de Snoop Dogg)        | 3:20    |  |
| 5.             | "Make Some Money" (Fabolous e Dave East com participação de Snoop Dogg)    | 2:42    |  |
| 6.             | "Anxiety" (Malaya)                                                         | 2:36    |  |
| 7.             | "Like My Weed" (Jane Handcock)                                             | 3:01    |  |
| 8.             | "Applying Pressure" (YK Osiris com participação de Snoop Dogg)             | 2:43    |  |
| 9.             | "Go to War" (Snoop Dogg com Blxst)                                         | 2:51    |  |
| 10.            | "I Want You" (October London)                                              | 2:28    |  |
| 11.            | "GYU" (August 08 com participação de Ty Dolla Sign e Bino Rideaux)         | 3:25    |  |
| 12.            | "Inspiration" (Malaya)                                                     | 2:27    |  |
| 13.            | "Big Subwoofer" (Mount Westmore)                                           | 3:43    |  |
| 14.            | "Murder Music" (Snoop Dogg com Benny the Butcher, Jadakiss e Busta Rhymes) | 4:02    |  |
| 15.            | "Been Thru" (Heydeon)                                                      | 1:45    |  |
| 16.            | "Qualified" (Snoop Dogg com participação de Larry June e October London)   | 2:32    |  |
| 17.            | "Everybody Dies" (Choc)                                                    | 2:23    |  |
| 18.            | "By & By" (Jane Handcock)                                                  | 2:44    |  |
| 19.            | "Diamond Life" (Snoop Dogg com DJ Cassidy featuring Mary J. Blige)         | 3:12    |  |
| 20.            | "Whatever You On" (Jane Handcock)                                          | 2:36    |  |
| 21.            | "Make It Last" (Nefertitti Avani)                                          | 2:06    |  |
| 22.            | "No Smut on My Name" (Snoop Dogg com participação de Battle Loco e Kokane) | 2:33    |  |
| 23.            | "Get My Money" (Snoop Dogg com participação de Prohoezak)                  | 3:21    |  |
| 24.            | "Steady" (Camino com participação D Smoke e Wiz Khalifa)                   | 3:04    |  |
| 25.            | "Outro"                                                                    | 0:42    |  |
| Duração total: | Duração total:                                                             | 67:10   |  |

## Desempenho nas paradas músicas
| parada (2021)                                 | Melhor posição |
| --------------------------------------------- | -------------- |
| Estados Unidos (Billboard 200)                | 166            |
| Estados Unidos (Billboard Compilation Albums) | 8              |
| Suíça (Schweizer Hitparade)                   | 95             |

## Histórico de lançamento
| País           | Data                   | Formato                               | editora discográfica | Referência |
| -------------- | ---------------------- | ------------------------------------- | -------------------- | ---------- |
| Estados Unidos | 19 de novembro de 2021 | Descarga digital Transmissão contínua | Def Jam Recordings   | [ 14 ]     |